# Państwowa Akademia Sztuki i Rzemiosła Artystycznego we Wrocławiu
Państwowa Akademia Sztuki i Rzemiosła Artystycznego (niem. Staatliche Akademie für Kunst und Kunstgewerbe) – szkoła artystyczna we Wrocławiu. 

## Historia
Powstała w 1911 z przekształcenia Wrocławskiej Akademii Sztuki. Była w swym czasie – obok Bauhausu – najważniejszą akademią sztuki w Niemczech, jednak nie osiągnęła popularności tej pierwszej. Z uwagi na swoją nowatorską działalność, została nazwana „Bauhausem przed Bauhausem” (Bauhaus vor dem Bauhaus).
Jej pierwszym dyrektorem był Hans Poelzig, z którego inicjatywy zmieniono nazwę Akademii Sztuki najpierw na „Królewską” (Königliche), później na „Państwową” (Staatliche). Siedzibą Akademii były budynki przy obecnym placu Polskim (Kaiserin-Augusta-Platz).
Wskutek Drugiego Pruskiego Rozporządzenia Wyjątkowego (2. Preußische Notverordnung) Akademię zamknięto 1 kwietnia 1932. Po zamknięciu kontynuowano naukę w prywatnych pracowniach jeszcze przez okres około roku.

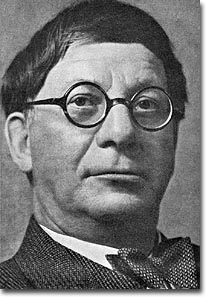
Hans Poelzig, dyrektor Akademii 1900–1916

Obecnie we Wrocławiu istnieje Akademia Sztuk Pięknych zajmująca pomieszczenia po poprzedniczce.

## Dyrektorzy Akademii
- Hans Poelzig (1903–1916)
- August Endell (1918–1926)
- Oskar Moll (1926–1932)